# Miles Vorkosigan
Miles Naismith Vorkosigan – główny bohater Sagi Vorkosiganów, cyklu powieści science fiction amerykańskiej pisarki Lois McMaster Bujold.
Z urodzenia arystokrata z planety Barrayar, tytularny Lord Vorkosigan, syn księcia Arala Vorkosigana i Cordelii z domu Naismith. Oprócz oficjalnego życia, ma także drugą twarz – jest samozwańczym admirałem kosmicznej armii najemników, zwanej "Flotą Dendarii". Godzi te dwa oblicza, będąc oficjalnie agentem barrayarskiego wywiadu.
Cordelia będąc w ciąży z Milesem, została porażona toksycznym gazem. Lecząc się ze skutków ataku, poddana została teratogennej terapii, na skutek której nieodwracalnym zmianom uległ kościec małego Milesa. Tylko natychmiastowe umieszczenie w replikatorze macicznym (rodzaj inkubatora) uratował mu życie. Jeszcze przed porodem, replikator z Milesem został porwany i stał się przynętą, dzięki której miała rozstrzygnąć się barrayarska wojna domowa. Na szczęście ocaliła go komandoska akcja Cordelii. Historia ta jest opisana w tomie Barrayar. Miles rodzi się jako karzeł z wyjątkowo kruchymi kośćmi, i na rodzinnej zacofanej planecie jest czasem brany za mutanta.
Po raz pierwszy pojawia się na ostatnich kartach powieści Barrayar jako pięciolatek. Późniejsze losy Milesa, opisują następne tomy sagi. Miles, jako admirał Naismith, rekompensuje swoją mierną kondycję fizyczną wyjątkową ambicją i aktywnością. Dowodząc najemnikami okazuje dużą zaradność, przebiegłość i zdolności przywódcze. W kolejnych tomach sagi pojawia się także klon Milesa – Mark.